# Jakob Lorber
Jakob Lorber, štajerski glasbenik, skladatelj, krščanski mistik in verski pisatelj, znan kot božji pisar, * 22. julij 1800, Kaniža pri Mariboru (Slovenija), † 23. avgust 1864, Gradec (Avstrija).
V Jarenini je končal ljudsko šolo, hkrati pa sta ga oče in domači učitelj poučevala v vrsti glasbil, zlasti godal. Po letu 1817 je v Mariboru opravil tečaj za učitelja in nato nekaj let učiteljeval. Leta 1819 se je vpisal v mariborsko gimnazijo, ki jo je po selitvi v Gradec leta 1824 opustil in postal domači učitelj. Leta 1829 je opravil še višji pedagoški tečaj, vendar učiteljskega mesta ni dobil, tako da se je preživljal kot glasbenik, glasbeni kritik in učitelj. Med drugim je uspešno igral violino, kjer se je kot samouk zgledoval po slovitem Paganiniju, ter komponiral.
V letu 1840 bi moral prevzeti mesto kapelnika v Trstu, ki pa se mu je zadnji trenutek odpovedal in razglasil, da mu božji glas sporoča nova razodetja. Le-ta si je zapisoval kakor po nareku, brez da bi popravil eno samo besedo. Menil je, da je ravno zaradi tega, ker ni vešč pisanja in tako nezmožen sprevračati besedilo, izbran za božjega glasnika. Na ta način je napisal 25 knjig in več krajših spisov, skupaj skoraj 20.000 strani obsežnih domnevnih božjih sporočil človeštvu. Njegovo najpomembnejše delo je Janezov veliki evangelij, v katerem nadrobno orisuje dogodke iz Svete dežele. Občasno je še koncertiral, sicer pa se je preživljal predvsem s pomočjo naklonjenih občudovalcev.
Lorberjevi nauki so pridobili precej privržencev po vsem svetu. Ti v besedilih, ki nadrobno opisujejo Jezusovo življenje in nauke, najdejo tudi številne napovedi in razlage kasnejših znanstvenih dosežkov in spoznanj. Medtem kritiki opozarjajo, da so polna protislovij in znanstvenih nesmislov.